# Vasfa (faanyag)
A vasfa számos különböző, nehéz és kemény fájú, általában trópusi növény, illetve azok faanyagának megnevezése.
Ilyen tulajdonságúak az azonos nevű vasfa (Sideroxylon) nemzetség fajai, de ezeken kívül számos más, egymással nem rokon növényt is vasfának neveznek, így például a kazuárfafélék (Casuarinaceae) családjának képviselőt (egyesek magát a családot is vasfaféléknek nevezik, de ez megtévesztő lehet, mert a vasfa, Sideroxylon nemzetség nem tartozik ide).

## Feldolgozása
Olyan kemény, hogy feldolgozása speciális szerszámokat igényel. Sűrűsége rendszerint nagyobb a vízénél, ezért nem úszik.

## Vasfának nevezett növények
- Acacia estrophiolata
- Androstachys johnsonii

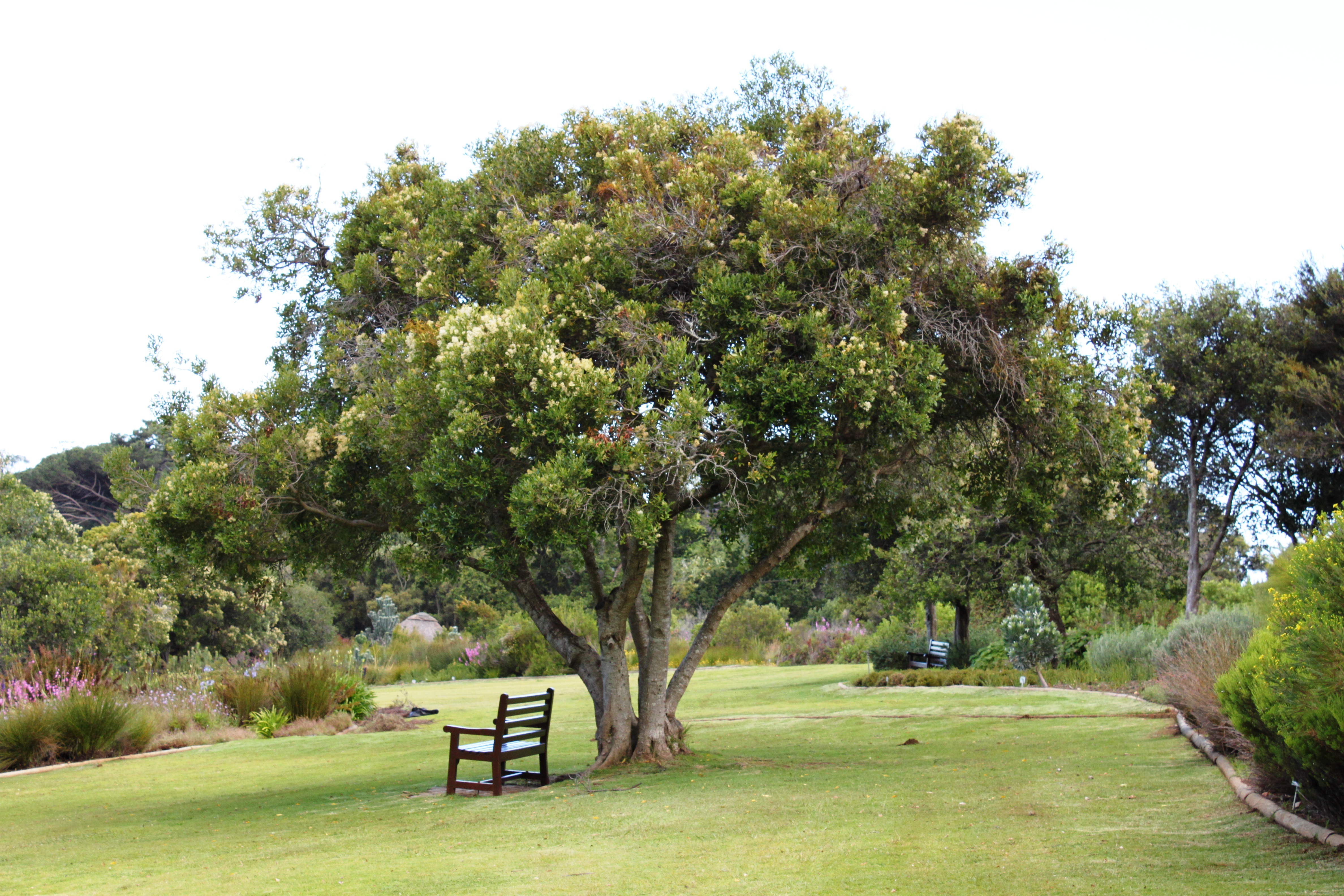
Fokföldi olajfa (Olea capensis)

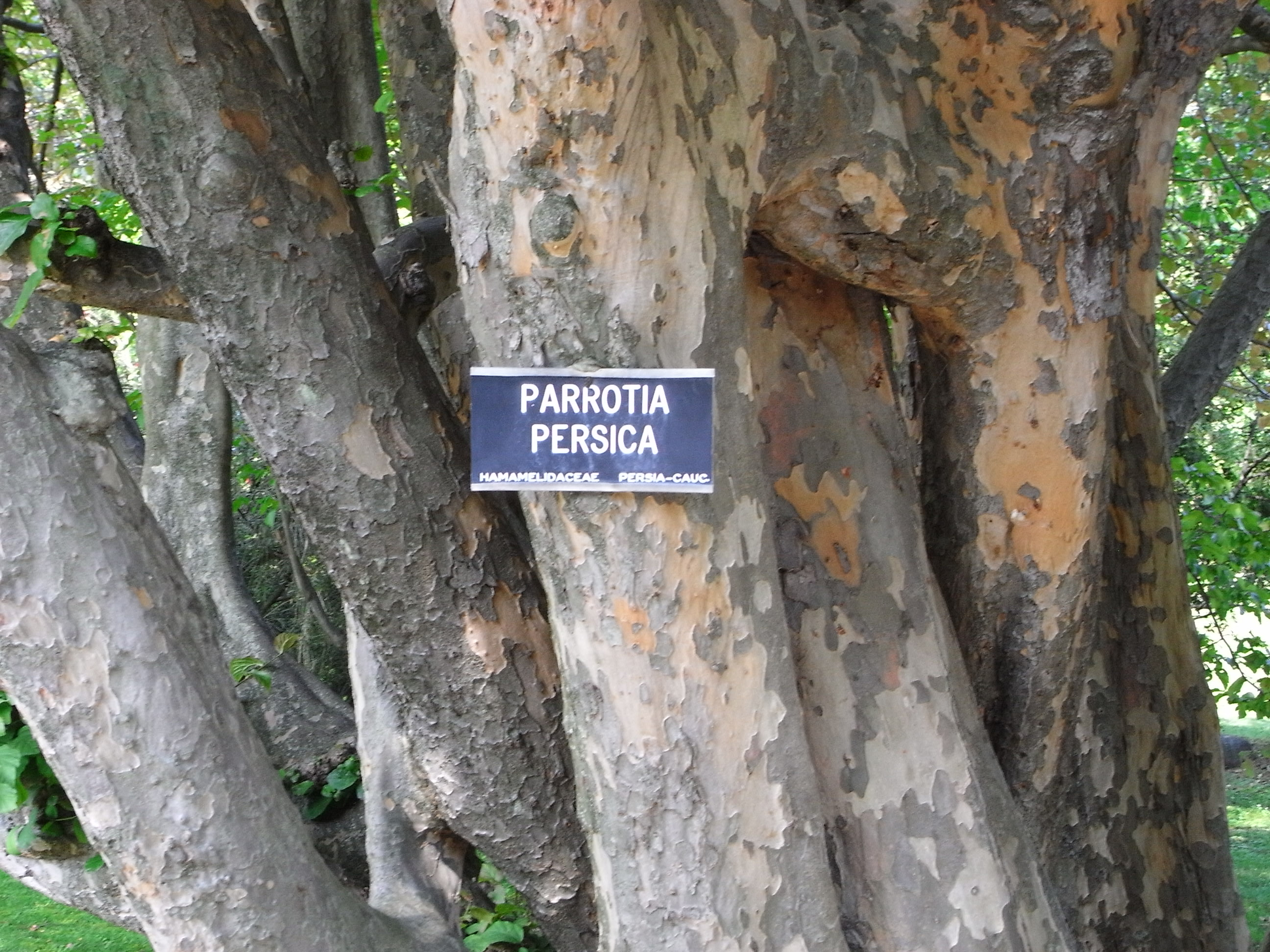
Perzsa varázsfa (Parrotia persica) törzse

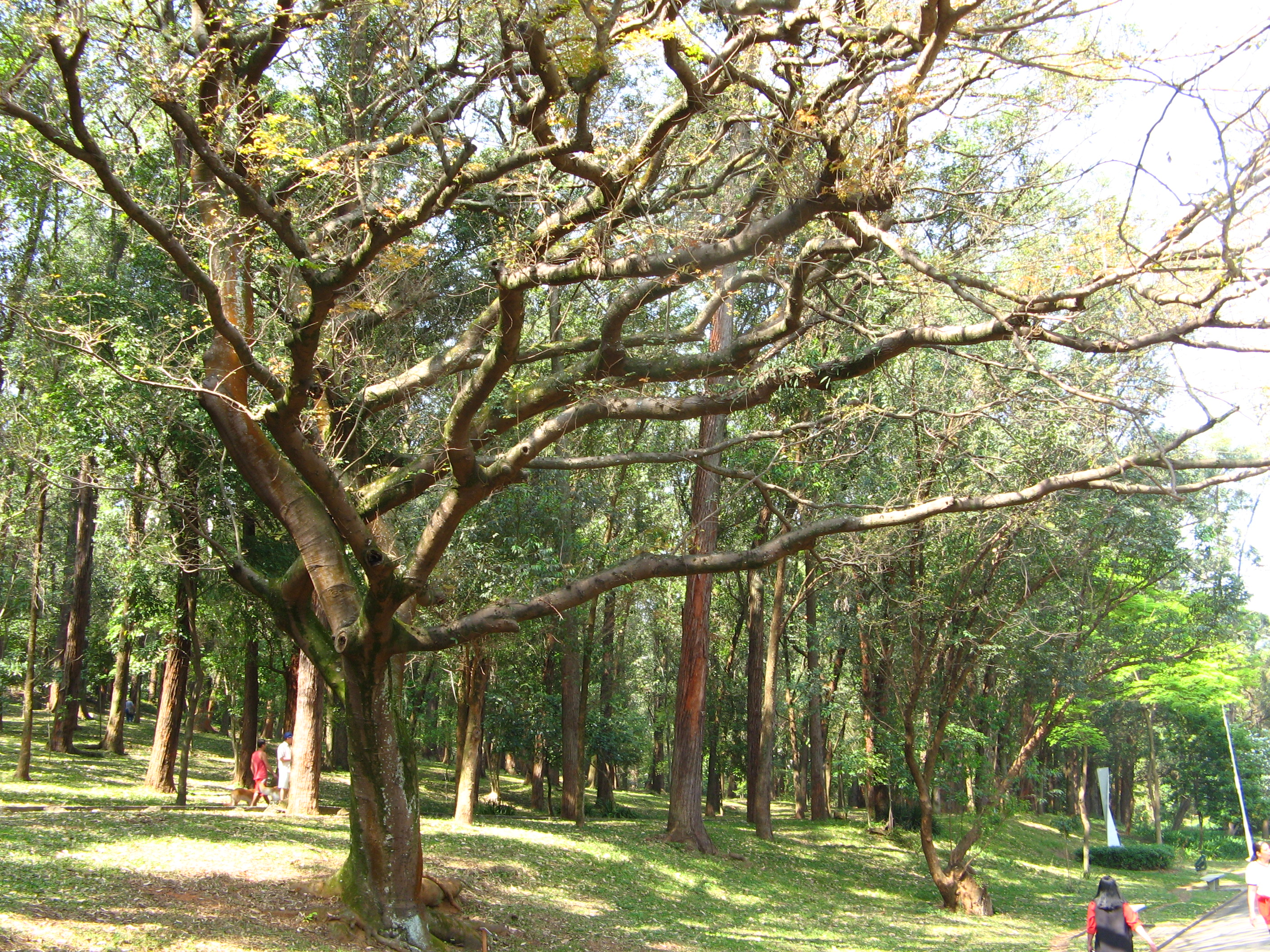
Copaifera langsdorffii

- amerikai gyertyán (Carpinus caroliniana)
- zsurlólevelű kazuárfa (Casuarina equisetifolia) és a kazuárfafélék (Casuarinaceae) családja általában
- Chionanthus foveolatus
- Choricarpia subargentea
- a Copaifera nemzetség fajai
- Diospyros blancoi
- Erythrophleum chlorostachys
- Eusideroxylon zwageri
- Guaiacum officinale és Guaiacum sanctum, anyaguk kereskedelmi neve pl. palo santo
- Holodiscus discolor
- Hopea odorata
- Krugiodendron ferreum
- Lophira alata
- Lyonothamnus floribundus
- Mesua ferrea
- Millettia grandis
- Nestegis apetala
- az olajfa (Olea) nemzetség egyes fajai
- Olneya tesota
- Ostrya knowltonii
- Ostrya virginiana
- perzsa varázsfa (Parrotia persica)
- Pemphis acidula
- a vasfa (Sideroxylon) nemzetség fajai
- Tabebuia serratifolia
- Vepris lanceolata
- Xanthostemon verdugonianus